# Mistrzostwa Polski w Kajakarstwie 1994
56. Mistrzostwa Polski seniorów w kajakarstwie – odbyły się w dniach 10 – 12 czerwca 1994 roku w Poznaniu.

## Medaliści

### Mężczyźni

#### Kanadyjki
| Konkurencja | Złoto                                                                             | Czas | Srebro                                                           | Czas | Brąz                                                                          | Czas |
| C-1 200 m   | Ivans Klementjevs (Zawisza Bydgoszcz)                                             |      | Paweł Klimowicz (Wiskord Szczecin)                               |      | Tomasz Goliasz (Wiskord Szczecin)                                             |      |
| C-1 500 m   | Mariusz Walkowiak (Posnania)                                                      |      | Ivans Klementjevs (Zawisza Bydgoszcz)                            |      | Tomasz Goliasz (Wiskord Szczecin)                                             |      |
| C-1 1000 m  | Ivans Klementjevs (Zawisza Bydgoszcz)                                             |      | Tomasz Goliasz (Wiskord Szczecin)                                |      | Artur Nowak (Posnania)                                                        |      |
| C-1 10000 m | Krzysztof Głowacki (Wiskord Szczecin)                                             |      | Stanisław Kuczyński (Wiskord Szczecin)                           |      | Dawid Harmata (Zawisza Bydgoszcz)                                             |      |
| C-2 200 m   | Dariusz Koszykowski Andrzej Sołoducha (Wiskord Szczecin)                          |      | Paweł Zawodny Artur Nowak (Posnania)                             |      | Mariusz Walkowiak Artur Pietrzak (Posnania)                                   |      |
| C-2 500 m   | Mariusz Walkowiak Artur Pietrzak (Posnania)                                       |      | Dariusz Koszykowski Andrzej Sołoducha (Wiskord Szczecin)         |      | Paweł Midloch Piotr Midloch (Admira Gorzów Wlkp)                              |      |
| C-2 1000 m  | Mariusz Walkowiak Artur Pietrzak (Posnania)                                       |      | Dariusz Koszykowski Andrzej Sołoducha (Wiskord Szczecin)         |      | Paweł Midloch Piotr Midloch (Admira Gorzów Wlkp)                              |      |
| C-2 10000 m | Mariusz Walkowiak Artur Pietrzak (Posnania)                                       |      | Tomasz Andrzejewski Marek Poszewiecki (MRKS Gdańsk)              |      | Paweł Midloch Piotr Midloch (Admira Gorzów Wlkp)                              |      |
| C-4 200 m   | Admira Gorzów Wlkp. Paweł Midloch Piotr Midloch Jarosław Michalski Mirosław Kisły |      | Posnania Paweł Zawodny Artur Nowak Arkadiusz Rudny Piotr Hądzlik |      | Posnania Albert Watkowski Tomasz Paczyński Marcin Pracharczyk Piotr Iwanowski |      |
| C-4 500 m   | Posnania Paweł Zawodny Artur Nowak Arkadiusz Rudny Artur Pietrzak                 |      | Wiskord Szczecin                                                 |      | Admira Gorzów Wlkp.                                                           |      |
| C-4 1000 m  | Posnania Mariusz Walkowiak Artur Pietrzak Artur Nowak Paweł Zawodny               |      | Wiskord Szczecin                                                 |      | Admira Gorzów Wlkp.                                                           |      |

#### Kajaki
| Konkurencja | Złoto                                                                                     | Czas | Srebro                                                                                 | Czas | Brąz                                                                            | Czas |
| K-1 200 m   | Piotr Markiewicz (Sparta Augustów)                                                        |      | Grzegorz Kotowicz (Górnik Czechowice)                                                  |      | Marek Witkowski (Górnik Czechowice)                                             |      |
| K-1 500 m   | Andrzej Gajewski (Warta Poznań)                                                           |      | Piotr Markiewicz (Sparta Augustów)                                                     |      | Grzegorz Kotowicz (Górnik Czechowice)                                           |      |
| K-1 1000 m  | Andrzej Gajewski (Warta Poznań)                                                           |      | Piotr Markiewicz (Sparta Augustów)                                                     |      | Grzegorz Kotowicz (Górnik Czechowice)                                           |      |
| K-1 10000 m | Piotr Markiewicz (Sparta Augustów)                                                        |      | Andrzej Gryczko (Admira Gorzów Wlkp.)                                                  |      | Wojciech Florczak (Sokół Ostróda)                                               |      |
| K-2 200 m   | Maciej Freimut Grzegorz Kaleta (Zawisza Bydgoszcz)                                        |      | Ireneusz Żurek Paweł Wolff (Prosna Wieruszów)                                          |      | Dariusz Bukowski Rafał Trociński (Admira Gorzów Wlkp.)                          |      |
| K-2 500 m   | Maciej Freimut Grzegorz Kaleta (Zawisza Bydgoszcz)                                        |      | Piotr Markiewicz Adam Wysocki (Sparta Augustów)                                        |      | Adam Seroczyński Tomasz Zrajkowski (WTSW Olsztyn)                               |      |
| K-2 1000 m  | Maciej Freimut Grzegorz Kaleta (Zawisza Bydgoszcz)                                        |      | Adam Seroczyński Tomasz Zrajkowski (WTSW Olsztyn)                                      |      | Paweł Olszewski Tomasz Górak (Zawisza Bydgoszcz)                                |      |
| K-2 10000 m | Maciej Freimut Grzegorz Kaleta (Zawisza Bydgoszcz)                                        |      | Ireneusz Kajdanek Paweł Łakomy (Energetyk Poznań)                                      |      | Paweł Olszewski Tomasz Górak (Zawisza Bydgoszcz)                                |      |
| K-4 200 m   | Admira Gorzów Wlkp. Andrzej Gryczko Dariusz Bukowski Rafał Trociński Arkadiusz Grablewski |      | Warta Poznań Andrzej Gajewski Mariusz Lipka Marcin Rzepecki Piotr Wojciechowski        |      | Sokół Ostróda                                                                   |      |
| K-4 500 m   | WTSW Olsztyn Adam Seroczyński Sebastian Bruski Robert Włodarczyk Tomasz Zrajkowski        |      | Zawisza Bydgoszcz                                                                      |      | Warta Poznań Andrzej Gajewski Mariusz Lipka Marcin Rzepecki Piotr Wojciechowski |      |
| K-4 1000 m  | WTSW Olsztyn Adam Seroczyński Sebastian Bruski Robert Włodarczyk Tomasz Zrajkowski        |      | Sparta Augustów Ołeksy Śliwiński Piotr Michalak Damian Świerczyński Marcin Gołębiewski |      | Zawisza Bydgoszcz                                                               |      |

### Kobiety

#### Kajaki
| Konkurencja | Złoto                                                                  | Czas | Srebro                                                                          | Czas | Brąz                                                                       | Czas |
| K-1 200 m   | Barbara Hajcel (Posnania)                                              |      | Elżbieta Urbańczyk (Posnania)                                                   |      | Iwona Pyżalska (Posnania)                                                  |      |
| K-1 500 m   | Barbara Hajcel (Posnania)                                              |      | Elżbieta Urbańczyk (Posnania)                                                   |      | Karolina Słota (Posnania)                                                  |      |
| K-1 5000 m  | Elżbieta Urbańczyk (Posnania)                                          |      | Karolina Słota (Posnania)                                                       |      | Barbara Przybylska (Fala Lublin)                                           |      |
| K-2 200 m   | Barbara Hajcel Elżbieta Urbańczyk (Posnania)                           |      | Iwona Pyżalska Agata Piszcz (Posnania)                                          |      | Aneta Pastuszka Beata Sokołowsk (MOS Gorzów Wlkp.)                         |      |
| K-2 500 m   | Barbara Hajcel Elżbieta Urbańczyk (Posnania)                           |      | Iwona Pyżalska Agata Piszcz (Posnania)                                          |      | Aneta Pastuszka Beata Sokołowska (MOS Gorzów Wlkp.)                        |      |
| K-2 5000 m  | Barbara Hajcel Aneta Michalak (Posnania)                               |      | Iwona Pyżalska Agata Piszcz (Posnania)                                          |      | Marzena Michalak Beata Brzezińska (Posnania)                               |      |
| K-4 200 m   | Posnania Barbara Hajcel Elżbieta Urbańczyk Karolina Słota Agata Piszcz |      | Posnania Beata Brzezińska Iwona Pyżalska Marzena Michalak Agnieszka Roszak      |      | Orzeł Wałcz                                                                |      |
| K-4 500 m   | Posnania Barbara Hajcel Elżbieta Urbańczyk Karolina Słota Agata Piszcz |      | Posnania Aneta Michalak Marzena Michalak Justyna Maślanka Marzena Stasiukiewicz |      | Posnania Beata Brzezińska Iwona Pyżalska Katarzyna Monica Agnieszka Roszak |      |